# Білий Наволок
69°45′59″ пн. ш. 31°05′40″ сх. д. / 69.76639° пн. ш. 31.09444° сх. д.
Бі́лий На́волок (рос. Белый Наволок) — мис на північному заході узбережжя Мурманської області в Росії, знаходиться в південній частині затоки Варангер-Фьорд Баренцевого моря.
Мис височинний, складений з магматичних гірських порід — гранітів та гнейсів, які виходять вгору над осадовими породами і стрімко обриваються до моря, утворюючи стрімкі береги. Біля узбережжя мису розкидані підводні та надводні кекури.